# 异色鼠尾草
异色鼠尾草（学名：Salvia heterochroa）为唇形科鼠尾草属的植物，是中国的特有植物。分布在中国大陆的云南等地，生长于海拔3,500米至3,800米的地区，一般生于草坡上，目前已由人工引种栽培。